# Fashion House (dokusåpa)
Fahsion House var en svensk dokusåpa som visades på TV3 år 2003.
Serien gick ut på att ett antal designers skulle göra kreationer och varje vecka slogs den ut som hade fått minst röster. Vinnare blev Bea Szenfeld.